# Festival van Vlaanderen
Das Festival van Vlaanderen ist ein jährlich an verschiedenen Orten stattfindendes Musikfestival in Flandern und im Raum Brüssel.
Das Festival hat seine Ursprünge in Tongern, wo Jan Briers ab 1958 die Basilikakonzerte organisierte. Anfänglich lag der Schwerpunkt auf der Kirchenmusik, später kam klassische Instrumentalmusik dazu. Es kamen weitere Aufführungsorte dazu, darunter historische Orte wie Abteien und Schlösser, auch in benachbarten Städten, wie zum Beispiel im 20 km entfernten Maastricht. 1972 wurden die Konzerte zusammen mit weiteren Veranstaltungen in den Städten zum Festival van Vlaanderen gebündelt.
Zurzeit setzt sich das Festival van Vlaanderen aus acht regionalen Einzelfestivals zusammen.
- Antwerpen: Amuz(Augustinus Muziek Zentrum)-Konzertreihe in einer zu einem Kulturzentrum umgebauten Kirche aus dem 17. Jahrhundert
- Brügge: MA Festival Brügge, Festival am Rande des internationalen Wettbewerbs für Alte Musik in verschiedenen Austragungsorten in Brügge und Umgebung
- Brüssel: Klara Festival, Festival um den Rundfunksender „Klara“, mit einem Programm gemischt aus Alter Musik und Klassik
- Gent: Programm gemischt aus Alter Musik und Klassik
- Kortrijk:
- Limburg: Mit Austragungsorten in Hasselt, Tongern, Sint-Truiden und Umgebung
- Mechelen: Programm gemischt aus Alter Musik und Klassik
- Vlaams-Brabant

Eine Parallelorganisation ist das Festival de Wallonie, welches ähnlich strukturiert aus sieben Einzelfestivals besteht und im französischsprachigen Teil Belgiens stattfindet.
Das Festival ist Mitgliedsorganisation der European Festivals Association.